# Un couteau dans le cœur
Un couteau dans le cœur (francès: Un ganivet al cor) és una pel·lícula de thriller de terror  del 2018 dirigida per Yann Gonzalez, que va coescriure el guió amb Cristiano Mangione. Va ser produït per Charles Gillibert i protagonitzat per Vanessa Paradis, Nicolas Maury, Kate Moran, Jonathan Genet i Romane Bohringer. Una coproducció internacional de França, Mèxic i Suïssa, la pel·lícula va ser seleccionada per competir per la Palma d'Or al 71è Festival Internacional de Cinema de Canes. El personatge principal és vagament basat en Anne-Marie Tensi, una productora especialitzada en pornografia gai que va estar activa a França als anys 1970 i 1980.

## Argument
Un jove balla en una discoteca. Veu un home que porta una màscara de cuir i va amb ell a una habitació per tenir sexe. L'home emmascarat el lliga a un llit i el mata amb un consolador amb una fulla oculta dins. L'estiu de 1979 a París, Anne, una productora i directora de pornografia gai, és abandonada per la seva xicota i editora, Loïs. El millor amic i actor d'Anne, Archibald, intenta mantenir un bon ambient per als actors mentre roden la propera pel·lícula d'Anne. Després de ser contactat i interrogat per la policia, es revela que el jove des del principi, Karl, havia protagonitzat moltes de les pel·lícules d'Anne. La mort de Karl obliga a Anne a trobar un altre actor; coneix una jove minera anomenada Nans, que malgrat ser heterosexual accepta protagonitzar la seva propera pel·lícula. Anne decideix centrar la pel·lícula en l'assassinat de Karl, anomenant-la Anal Fury V.
Més tard, l'assassí assassina Thierry, un altre dels actors de la pel·lícula, mentre s'injecta heroïna. Tot l'estudi ara està espantat pels assassinats i el fracàs de la policia per protegir-los. Encara confiada, Anne contracta quatre actors més per continuar rodant la pel·lícula, ara retitulada Homocidal. La tripulació aconsegueix acabar la pel·lícula i celebrar-ho amb un pícnic en un bosc. Durant el pícnic, Anne rep la visita de la Loïs per intentar conciliar la seva relació, però una tempesta l'interromp. Mentrestant, Misia, un altre actor, es perd al bosc i és assassinat per l'assassí emmascarat.
En un estat maníac, Anne persegueix Loïs i l'agredeix sexualment. La Loïs fuig, deixant Anne profundament devastada. Després de tres morts més, Anne intenta convèncer la policia perquè els protegeixi, però no li fan cas. No obstant això, un oficial li dóna una pista: a cada escena del crim es va trobar una ploma de corb al costat del cadàver. L'Anne es posa en contacte amb una botiga d'animals per obtenir més informació sobre la ploma i li diuen que pertany a una espècie de corb cec. Anne viatja a un petit poble on el seu bosc alberga l'espècie.
Al bosc, veu un cementiri on una dona solitària està de dol. La dona explica a Anne la història del seu fill Guy Favre, que va tenir una aventura secreta amb el seu amic Hicham. Després que la parella tingués sexe en un graner, el pare de Guy els va atrapar. Va assassinar Hicham, va castrar en Guy i va cremar el graner amb Guy a dins. La mare d'en Guy li diu a Anne que Guy va aconseguir sobreviure, encara que horriblement desfigurat. Aquella nit, Anne rep retalls de diari de l'assassinat de Guy i s'adona que ell és l'assassí. Intenta posar-li un parany a Guy, diu a la tripulació que filmi una altra escena amb Archibald com a actor principal. Mentrestant, la Loïs està editant l'última escena de Homocidal quan veu en Guy al metratge.
De tornada al rodatge, la pel·lícula no avança, la qual cosa porta a una improvisació que implica mini-apagades. A mesura que es desenvolupen, Guy apareix i assassina l'actor Luis i intenta assassinar a Anne. Loïs arriba i intervé, cosa que fa que Guy l'apunyali. Mor als braços d'Anne mentre Guy s'escapa. Algun temps després, Anne i Nans assisteixen a l'estrena de Homocidal en una sala de cinema per a adults. Guy també hi és, assegut a prop de Nans. Un cop acaba la pel·lícula, comença a reproduir-se una altra de les pel·lícules d'Anne; s'adona que tots els actors assassinats van protagonitzar una escena que recreava la tràgica història de Guy, i que vol venjar-se assassinant a tots els implicats, inclosa Anne.
En una cambra fosca, Guy intenta, però no pot assassinar a Nans a causa de la seva semblança física amb Hicham. Just quan està a punt d'atacar-lo, l'Anne l'interromp. Guy pren un altre home com a ostatge i corre a una altra projecció de pel·lícules, on el públic d'homes gais l'ataquen i el maten com a compensació per la por que va crear a la comunitat. En un flashback, la tràgica història d'amor de Guy i Hicham es recorda amb un afegit: un corb cec que ressuscita el Guy desfigurat després de l'incendi. Va patir amnèsia i va anar a viure a París; la seva ràbia es va activar més tard quan va veure la pel·lícula d'Anne. Anne roda la seva darrera pel·lícula i es reconcilia amb l'esperit de Loïs.

## Repartiment
- Vanessa Paradis com a Anne Parèze
- Nicolas Maury com a Archibald Langevin
- Kate Moran com a Loïs McKenna
- Jonathan Genet com a Guy Favre
  - Renan Prévot com el jove Guy
- Romane Bohringer com a Cathy Vannier
- Khaled Alouach com a Nans / Fouad
- Félix Maritaud com a Thierry
- Noé Hernández com a Luis, conegut professionalment com a José
- Thibault Servière com a Misia
- Bastien Waultier com a Jean-Marie Duvernet, conegut professionalment com a Karl
- Bertrand Mandico com a François Tabou
- Jules Ritmanic com a Rabah
- Pierre Pirol com a Boca d'Or
- Dourane Fall com Fabio
- Yann Collette com a inspector Morcini
- Jacques Nolot com a M. Vannier
- Teymour El Attar com a Hicham
- Elina Löwensohn com a Sra. Favre
- Gilles Carré com el senyor Favre
- Christophe Bier com a fan d'Anne

## Producció
- La idea de la pel·lícula va néixer quan Yann Gonzalez va llegir el Dictionnaire des films français pornographiques & érotiques de Christophe Bier, després del rodatge de Les Rencontres d'après minuit.[5]
- El desembre de 2015 es va anunciar que Vanessa Paradis seria la protagonista principal.[6] El seu personatge Anne està inspirat en la directora Anne-Marie Tensi, que estava realment enamorada de la seva editora, Loïs Koenigswerther.[7][8][9][5] El personatge de Bertrand Mandico, François Tabou, està inspirat en el càmera de porno gai François About.[9]
- Produïda per Charles Gillibert per CG Cinéma, Un couteau dans le cœur fou coproduïda per Arte France Cinéma, Piano (Mèxic) i Garidi Films (Suïssa). En el marc d’aquesta coproducció es va contractar l’actor mexicà Noé Hernández, a qui Yann Gonzalez havia vist a Tenemos la carne.[9]
- Yann Gonzalez volia les actrius Romane Bohringer, gràcies a la seva participació a la pel·lícula Les Nuits fauves, i Ingrid Bourgoin, actriu a [[Simone Barbès ou la Virtue] ]], dues pel·lícules que participen al cinema francès LGBT.[9] La coreògrafa Ari de B va participar en el rodatge de la pel·lícula, amb els seus ballarins.[9]
- Al juny de 2017 es van rodar diverses escenes a l'àrea metropolitana de Tours. A continuació, el rodatge va continuar a la regió de París.[10]

## Recepció
Al lloc web de l'agregador de ressenyes Rotten Tomatoes, la pel·lícula té una puntuació d'aprovació del 80% basada en 82 ressenyes, amb una puntuació mitjana de 6,8/10. El consens dels crítics del lloc web diu: "Un couteau dans le cœur treu emocions inspirades en giallo d'una història audaçment desafiant que té un èxit desafiant pels seus propis mèrits estilistes." Metacritic, que utilitza una mitjana ponderada, va assignar a la pel·lícula una puntuació de 70 sobre 100, basada en 17 crítics, indicant crítiques "generalment favorables".
Katie Rife de The A.V Club va donar a la pel·lícula una nota de "B", qualificant-la d' "homenatge desvergonyidament estrany al costat més sòrdid del cinema giallo" i va concloure: "Gonzalez sembla voler que admirem. el sexe i la violència en comptes de ser despertats o espantats per ells, una distinció que fa d'aquest petit thriller pervers més un plaer intel·lectual que una lascívia Tot i així, potser no la mirareu amb la vostre mare."